# Eugenia Elisabetta Ravasio
Madre Eugenia Elisabetta Ravasio (San Gervasio d'Adda, 4 settembre 1907 – Anzio, 10 agosto 1990) è stata una missionaria e mistica italiana.
Nacque a San Gervasio d'Adda (ora Capriate San Gervasio), piccolo centro in provincia di Bergamo, da una famiglia di origini contadine.
Frequentò solo la scuola elementare e dopo alcuni anni di lavoro in fabbrica entrò a vent'anni nella Congregazione Missionaria di Nostra Signora degli Apostoli, ove si sviluppò la sua grande personalità carismatica che la fece eleggere, a soli 27 anni, madre generale della Congregazione stessa.
Nel 1932 madre Eugenia ha ricevuto alcuni messaggi, nei quali le veniva affidato il compito di far conoscere al mondo l'amore del Padre.

## Lavoro sociale e apostolico
Madre Eugenia Elisabetta eseguì una notevole quantità di lavoro nel campo sociale. In dodici anni di attività missionaria aprì oltre 70 centri - con infermeria, scuola, chiesa - nei luoghi più abbandonati dell'Africa, dell'Asia e dell'Europa.
Come parte del suo lavoro con i lebbrosi in Costa d'Avorio è stata determinante nel promuovere e divulgare l'uso della chemioterapia per la cura della lebbra, con la somministrazione per via orale di olio di chaulmoogra, che è stato estratto dal seme di una pianta tropicale. Il farmaco è stato successivamente studiato e ulteriormente sviluppato presso l'Istituto Pasteur di Parigi. Ha incoraggiato l'apostolato di Raoul Follereau, che è considerato l'apostolo dei lebbrosi.
In riconoscimento di questo risultato, la Francia ha conferito la Couronne Civique, la più alta onorificenza nazionale per il lavoro sociale, alla Congregazione delle Suore Missionarie di Nostra Signora degli Apostoli, di cui Madre Eugenia fu Superiora Generale dal 1935 al 1947.

## Rivelazioni private
Madre Eugenia ha riportato una serie di messaggi da parte di Dio Padre, che sono stati pubblicati nel testo "La vita per la Gloria del Padre". Il vescovo di Grenoble (menzionato nei messaggi) ha riconosciuto questi messaggi come autentici dopo dieci anni di accurato esame. Ad oggi questi sono l'unica rivelazione privata di Dio Padre, approvata da un vescovo.
Nel suo libro, madre Ravasio ha scritto che lei personalmente ha visto Dio Padre e che Dio Padre stava seduto accanto a lei. Il 1º luglio 1932, nel Libro 1, parte 1, ha citato Dio Padre e ha scritto:
- "... Guarda, Io depongo la mia corona e tutta la mia gloria, per prendere l'atteggiamento di un uomo comune! Dopo aver preso l'atteggiamento di un uomo comune deponendo la Sua corona e la Sua gloria ai Suoi piedi, prese il globo del mondo sul Suo cuore, sostenendolo con la mano sinistra, poi si sedette accanto a me."

Madre Eugenia inviò i messaggi a mons. Alexandre Caillot, che in seguito approvò il libro:
- "Voglio dire una parola anche a te, figlio mio Alessandro, perché i miei desideri siano realizzati nel mondo. È necessario che con il Padre spirituale della "pianticella" del mio Figlio Gesù, siate i promotori di quest'opera, cioè di questo culto speciale che attendo dagli uomini. A voi, figli miei, affido quest'Opera e il suo futuro così importante."

Madre Eugenia si faceva chiamare "il sorriso del Padre". Fra le rivelazioni private che affermò di aver ricevuto da Dio Padre vi fu quella di dedicare a Lui il mese di agosto.

## Approvazione
Il messaggio di madre Eugenia è stato approvato da Alexandre Caillot, vescovo di Grenoble, il quale, dopo un'inchiesta canonica durata dieci anni, pubblicò una lettera nella quale affermava che il messaggio ricevuto da madre Eugenia era, secondo il suo personale parere, di natura divina.
Il 13 marzo 1989, il cardinale Petrus Canisius Jean van Lierde, vicario generale per la Città del Vaticano, diede il suo imprimatur al libretto contenente il messaggio.
L'imprimatur indica che, secondo il parere del cardinale, i messaggi non contengono nulla contro la fede e la morale.